# Zwitserland op het Eurovisiesongfestival 1990
Zwitserland nam deel aan het  Eurovisiesongfestival 1990, gehouden in Zagreb, Joegoslavië. Het was de 35ste deelname van het land.

## Selectieprocedure
Men koos ervoor om een nationale finale te houden. Deze vond plaats in Lugano, en werd gepresenteerd door Emanuela Gaggini.
Aan deze finale deden 8 acts mee en de winnaar werd bepaald door een jury bestaande uit muziekexperts en journalisten en 3 regionale jury's.

## In Lausanne
Zwitserland moest als 12de aantreden op het festival, net na Denemarken en voor Duitsland. Op het einde van de puntentelling bleek dat ze 51 punten hadden verzameld, wat goed was voor een 11de plaats.
Men ontving 2 keer het maximum van de punten.
Nederland  en Belgiëhadden geen punten over voor de Zwitserse inzending.

### Gekregen punten

#### Finale
| 12 punten                  | 10 punten | 8 punten   | 7 punten    | 6 punten                      |
| -------------------------- | --------- | ---------- | ----------- | ----------------------------- |
| - Denemarken - Griekenland |           | - Portugal |             | - Turkije                     |
| 5 punten                   | 4 punten  | 3 punten   | 2 punten    | 1 punt                        |
| - Joegoslavië              |           | - Finland  | - Luxemburg | - Cyprus - Frankrijk - Spanje |

### Punten gegeven door Zwitserland

#### Finale
Punten gegeven in de finale:
| 12 punten | Frankrijk           |
| 10 punten | Verenigd Koninkrijk |
| 8 punten  | Italië              |
| 7 punten  | IJsland             |
| 6 punten  | Spanje              |
| 5 punten  | Ierland             |
| 4 punten  | België              |
| 3 punten  | Nederland           |
| 2 punten  | Israël              |
| 1 punt    | Denemarken          |

1956 · 1957 · 1958 · 1959 · 1960 · 1961 · 1962 · 1963 · 1964 · 1965 · 1966 · 1967 · 1968 · 1969 · 1970 · 1971 · 1972 · 1973 · 1974 · 1975 · 1976 · 1977 · 1978 · 1979 · 1980 · 1981 · 1982 · 1983 · 1984 · 1985 · 1986 · 1987 · 1988 · 1989 · 1990 · 1991 · 1992 · 1993 · 1994 · 1995 · 1996 · 1997 · 1998 · 1999 · 2000 · 2001 · 2002 · 2003 · 2004 · 2005 · 2006 · 2007 · 2008 · 2009 · 2010 · 2011 · 2012 · 2013 · 2014 · 2015 · 2016 · 2017 · 2018 · 2019 · 2020 · 2021 · 2022 · 2023 · 2024 · 2025